# Scytodes marshalli
Scytodes marshalli är en spindelart som beskrevs av Pocock 1902. Scytodes marshalli ingår i släktet Scytodes och familjen spottspindlar. Inga underarter finns listade i Catalogue of Life.